# Dirty Workz
Dirty Workz är ett belgiskt skivbolag som ger ut musik inom hardstyle och jumpstyle. Det grundades 2006 av Koen Bauweraerts, alias DJ Coone. Det är egentligen ett skivmärke som ligger under Toff Music.
Utöver DJ Coone själv ger Dirty Workz ut hardstylemusik av bland andra Psyko Punkz, Da Tweekaz och DJ Isaac. Dirty Workz ger också ut jumpstyleartister som Fenix, Dr. Rude och Demoniak.